# Parcela de pădure virgină de lângă Crasna
Parcela de pădure virgină (în ucraineană Ділянка пралісу) este o arie protejată de importanță locală din raionul Storojineț, regiunea Cernăuți (Ucraina), situată la sud-vest de orașul Crasna. Este administrată de întreprinderea de stat „Silvicultura Storojineț”.
Suprafața ariei protejate constituie 11 de hectare, fiind creată în anul 1979 prin decizia comitetului executiv regional. Statutul a fost atribuit conservării unei porțiuni de pădure virgină de molid și brad cu vârsta de aprox. 140 de ani.